# Rathmines
Rathmines (irisch Ráth Maonais; deutsch: Festung des Maonas) ist ein städtisches Quartier von Dublin.

## Lage
Rathmines erstreckt sich vom Südufer des Grand Canals zwischen den Quartieren Harold’s Cross, Rathgar und Ranelagh. Die wesentliche Magistrale von Rathmines ist die R114, von der die R820 abgeht.

## Geschichte
Rathmines Ursprünge gehen auf das 13. Jahrhundert zurück. 1326 wird die Gegend als Cullenswood (Cuallu) bezeichnet. In der Gegend bestand ein Ráth (Erdwerk), um das sich eine Siedlung bildete.
Im August 1649 kam es hier bei der Rückeroberung Irlands durch Cromwells New Model Army zur Schlacht von Rathmines. Cromwell konnte sich in der verlustreichen Schlacht durchsetzen.
Als Anfang der 1790er Jahre der Grand Canal angelegt wurde, entstand auch die La Touch Bridge (auch: Portobello Bridge) ins Quartier Portobello.

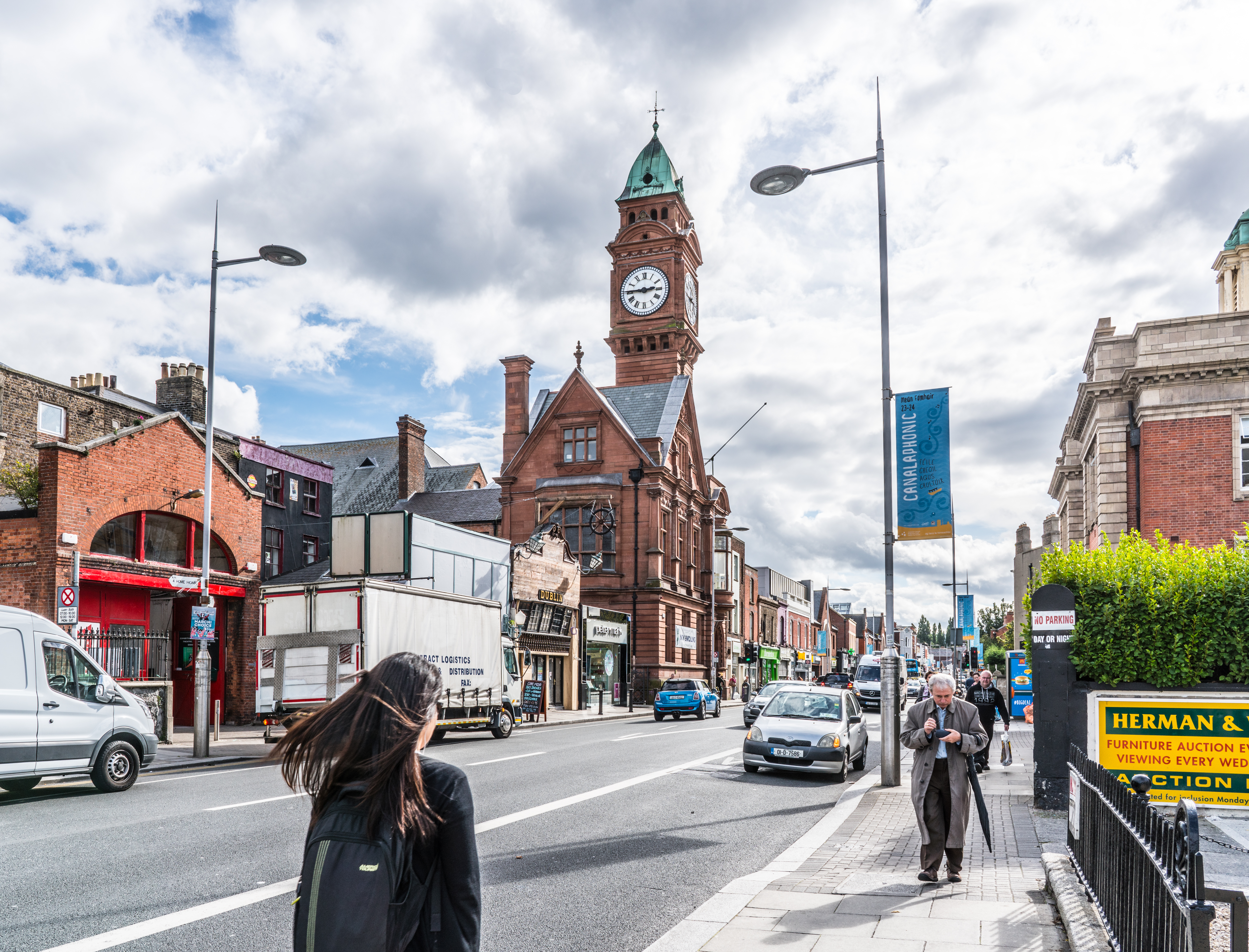
Rathmines Town Hall mit dem viergesichtigen Uhrenturm

1896 wurde die Rathmines Town Hall mit ihrem eindrucksvollen Uhrenturm fertig gestellt. Die Uhren haben jeweils ein eigenes Uhrwerk und zeigen teilweise unterschiedliche Zeiten. Der Turm wird daher als „Four Faced Liar“ (deutsch: „viergesichtiger Lügner“) benannt.
Während des Unabhängigkeitskriegs wurde die Kirche von Rathmines, Mary Immaculate, Refuge of Sinners Church, als Waffenlager genutzt. Im Januar 1920 kam es zu einem elektrischen Defekt, der die Kirche in Brand setzte. Durch die gelagerte Munition wurde die Kirche durch Explosionen gänzlich zerstört. Bis 1922 wurde die Kirche wieder aufgebaut.

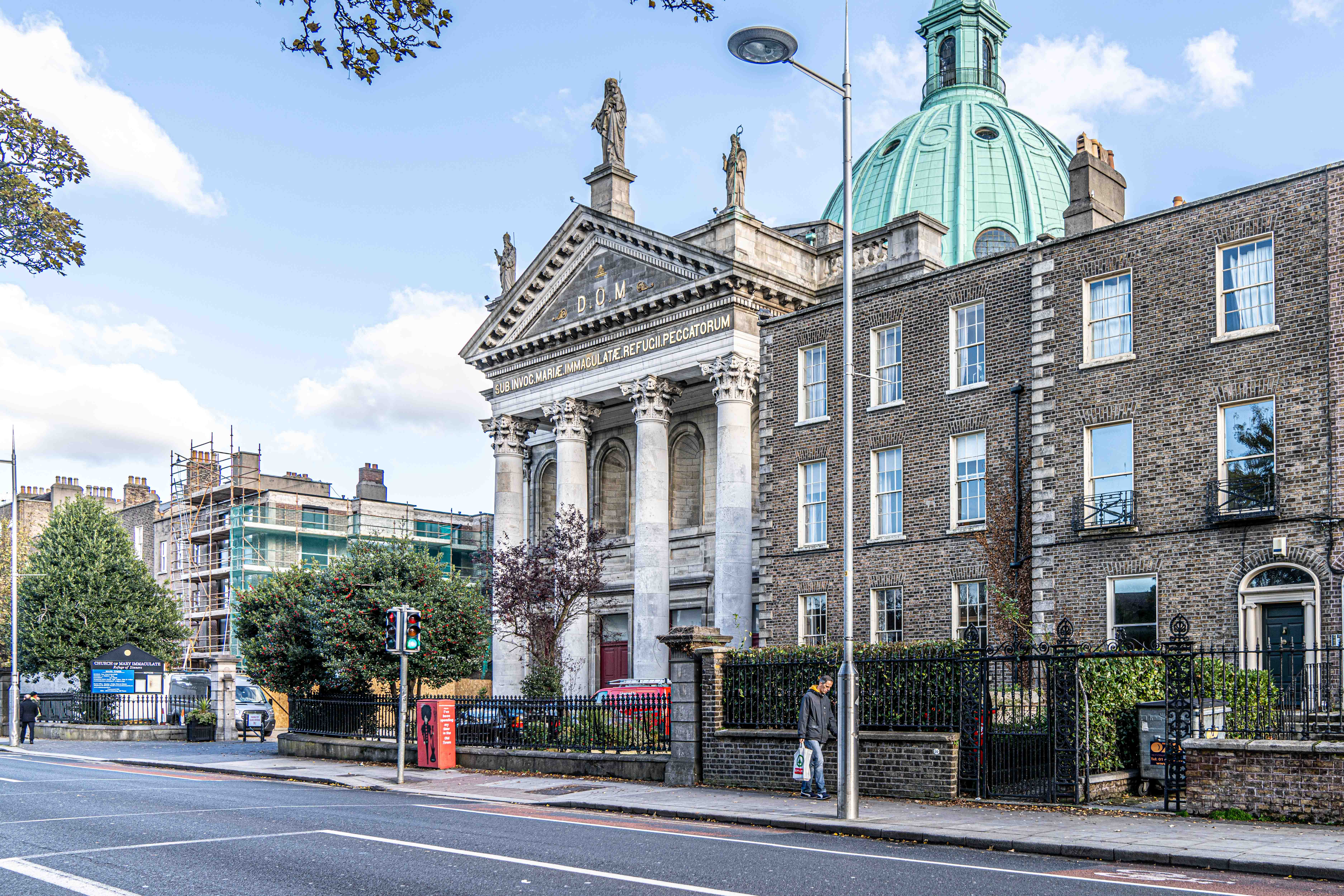
Mary Immaculate, Refuge of Sinners Church

1930 wurde Rathmines nach Dublin eingemeindet. Die bisherigen kommunalen Aufgaben gingen auf die Dublin Corporation über.
Der Wahlbezirk für den Dublin City Council ist Kimmage–Rathmines.

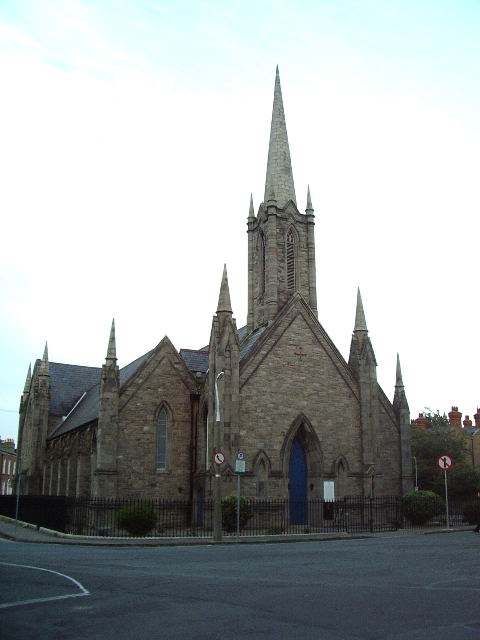
Dreifaltigkeitskirche

## Infrastruktur
Im Gebiet von Rathmines liegt das College of Commerce als Teil des Dublin Institute of Technology (heute: Technological University Dublin). Am Westrand von Rathmines befinden sich die Cathal Brugha Barracks, der Hauptsitz der Irischen Verteidigungsarmee. Das Stadion des Leinster Cricket Club befindet sich im Zentrum Rathmines.

## Persönlichkeiten
- Frederick William Porter (1821–1901), Architekt
- George William Torrance (1835–1907), Kirchenmusiker und Komponist
- Howard Grubb (1844–1931), Erfinder und Astronom
- Hugh Scallan (1851–1928), Missionar und Botaniker
- Walter Osborne (1859–1903), Maler des Impressionismus
- Kathleen Simon, Viscountess Simon (1869–1955), Aktivistin
- Robert Hamilton Lambert (1874–1956), Badminton- und Cricketspieler
- Darrell Figgis (1882–1925), Schriftsteller und Politiker
- Andrew Cunningham, 1. Viscount Cunningham of Hyndhope (1883–1963), Admiral der Britischen Marine
- Grace Gifford (1888–1955), Karikaturistin
- Cahir Davitt (1894–1986), Jurist
- Carmel Humphries (1909–1986), Zoologin, hier verstorben
- Conor Cruise O’Brien (1917–2008), Politiker der Irish Labour Party
- John Hemingway (1919–2025), Kampfpilot und Weltkriegsveteran
- Brendan Eamonn Fergus Finucane (genannt Paddy, 1920–1942), Fliegerass des Zweiten Weltkriegs
- John D. FitzGerald (* 1949), Ökonom, Sohn des Taoiseach Garret FitzGerald

## Sehenswürdigkeiten

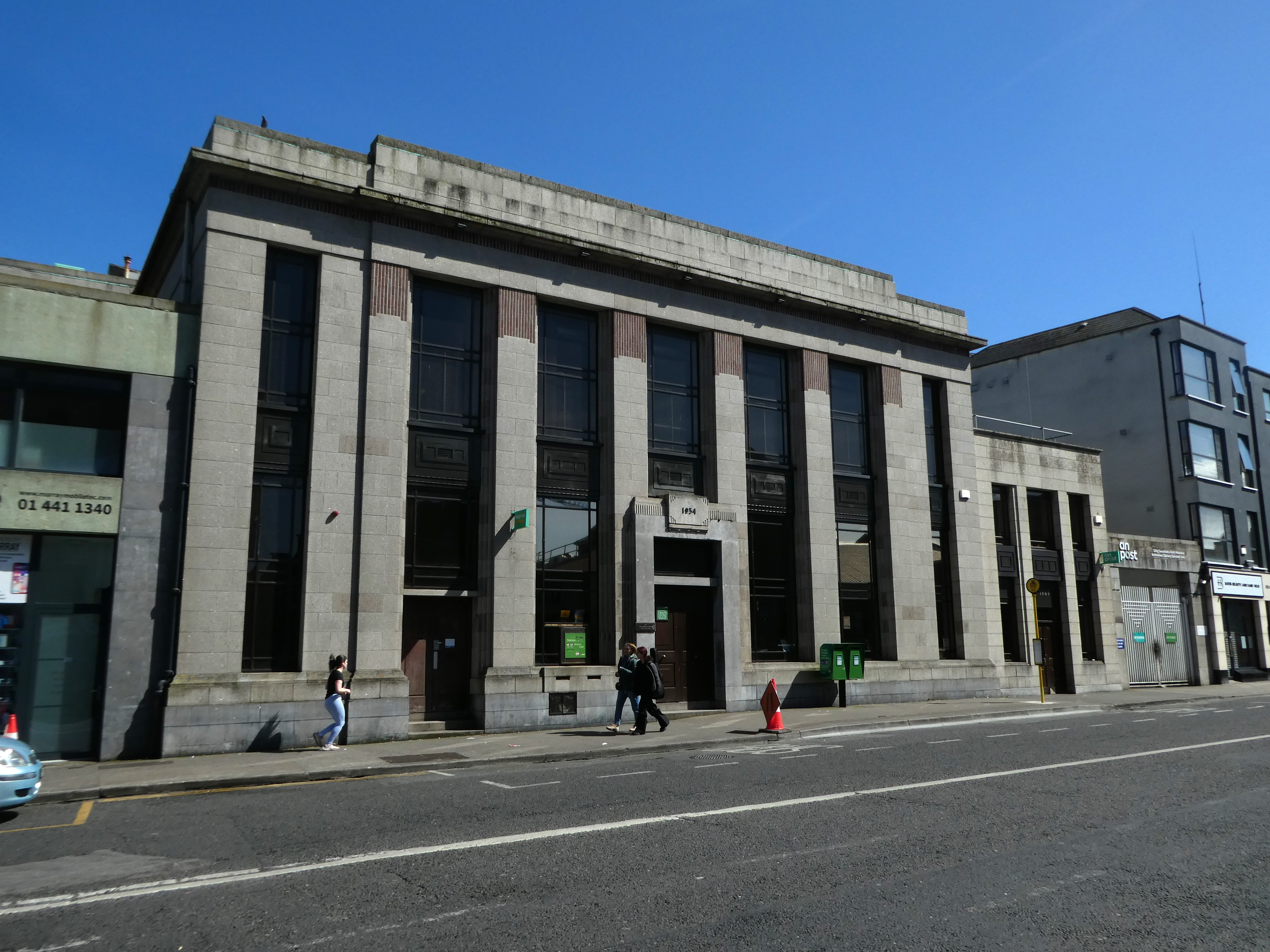
Post Office (1934)

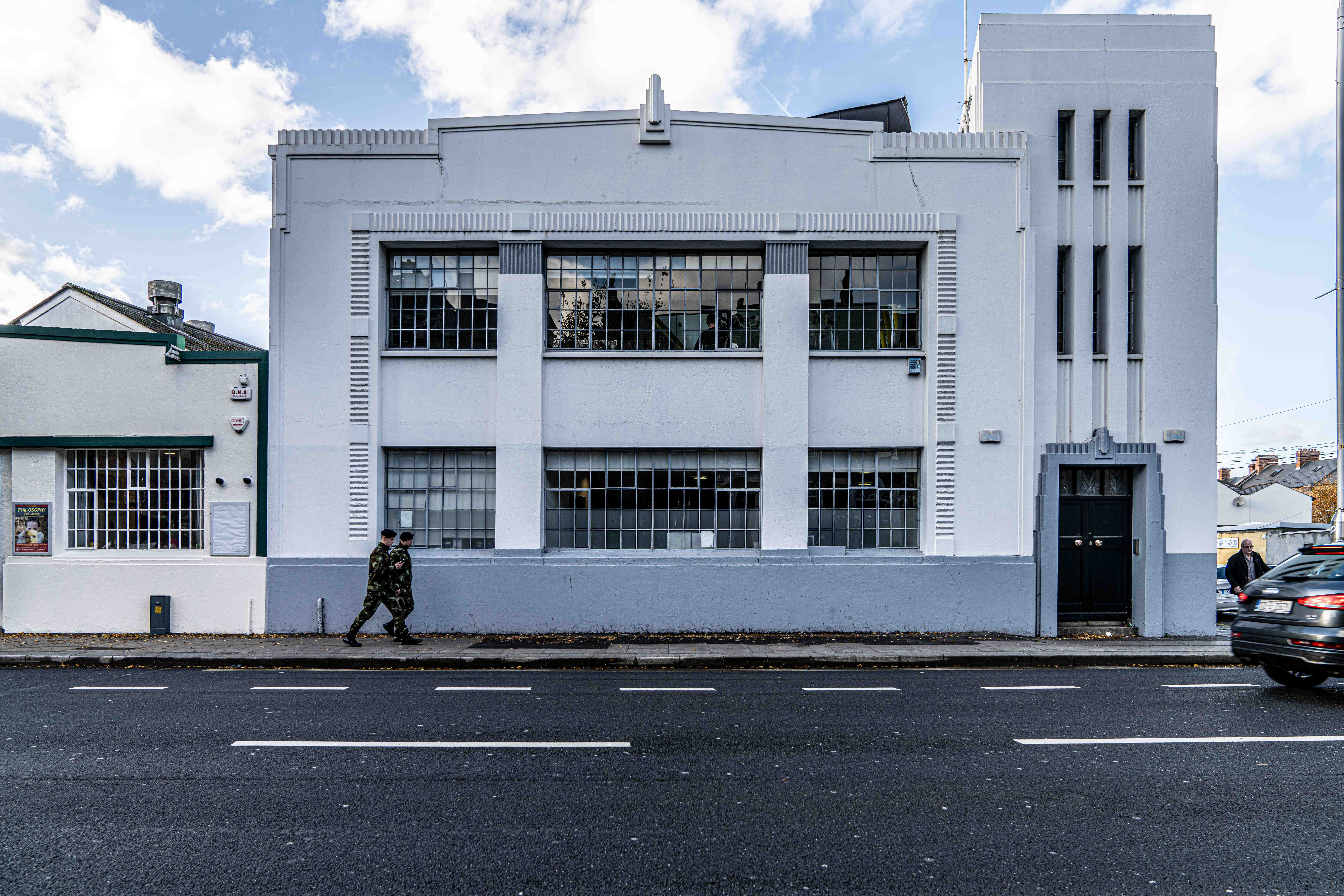
Kodak Building (1930)

- Kensington Lodge (Grove Park) von 1882
- Stella Cinema, 1923 als größtes Kino Irlands errichtet, 2017 denkmalgerecht saniert.
- Kodak House von 1930, Beispiel der Architektur des Art déco in Irland
- Dreifaltigkeitskirche der anglikanischen Church of Ireland
- Post Office, 1934 errichtet